# Porphyrio mantelli
Espèce
Synonymes
- Notornis mantelli Owen, 1848
(protonyme)

Statut de conservation UICN

 EX  : Éteint
Porphyrio mantelli est une espèce éteinte d'oiseaux de la famille des Rallidae. Elle a longtemps été considérée comme une sous-espèce du Takahé du Sud (Porphyrio hochstetteri), taxon alors connu sous le nom de Talève mohoau, Talève takahé ou takahé

## Répartition

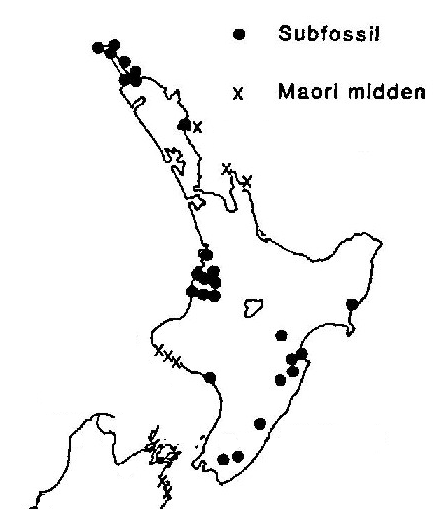
Lieux où ont été trouvés les restes sur l'île du Nord.

Cette espèce était endémique de l'île du Nord, en Nouvelle-Zélande.